# ماسيمو بوليري
ماسيمو بوليري (بالإيطالية: Massimo Bulleri)‏ مواليد 10 سبتمبر 1977 في توسكانا، إيطاليا، هو لاعب كرة سلة إيطالي بدأ مسيرته الاحترافية في سنة 1996. يبلغ طوله 6 قدم 2 بوصة (1.9 م). مثّل منتخب بلاده. شارك في مسابقة كرة السلة في الألعاب الأولمبية الصيفية.

## فرق لعب لها
- أولمبيا ميلانو
- فيرتوس بالاكانسترو بولونيا

## الميداليات
| الميدالية | المسابقة                                    |
| --------- | ------------------------------------------- |
| فضية      | كرة السلة في الألعاب الأولمبية الصيفية 2004 |
| برونزية   | بطولة أمم أوروبا لكرة السلة 2003            |

## روابط خارجية
- ماسيمو بوليري على موقع الاتحاد الدولي لكرة السلة (الإنجليزية)
- ماسيمو بوليري على موقع الدوري الأوروبي لكرة السلة (الإنجليزية)
- ماسيمو بوليري على موقع كرة السلة الأوروبية.كوم (الإنجليزية)
- ماسيمو بوليري على موقع ريلجم (الإنجليزية)
- ماسيمو بوليري على موقع بروبوليرز (الإنجليزية)
- ماسيمو بوليري على موقع سبورتس رفرنس (الإنجليزية)
- ماسيمو بوليري على موقع أوليمبيديا (الإنجليزية)
- ماسيمو بوليري على موقع اللجنة الأولمبية الإيطالية (الإيطالية)